# Saison 7 de Smallville
Chronologie
Saison 6 Saison 8
Cet article présente le guide des épisodes de la septième saison de la série télévisée Smallville.
C'est cette saison qui voit intégrer Kara, future Supergirl, dans le générique d'ouverture.

## Distribution

### Acteurs principaux
- Tom Welling (VF : Tony Marot) : Clark Kent / Bizarro
- Michael Rosenbaum (VF : Damien Ferrette) : Lex Luthor
- Kristin Kreuk (VF : Laura Blanc) : Lana Lang (16 épisodes)
- Allison Mack (VF : Edwige Lemoine) : Chloe Sullivan
- Erica Durance (VF : Véronique Desmadryl) : Loïs Lane (12 épisodes)
- Aaron Ashmore (VF : Stéphane Pouplard) : Jimmy Olsen (12 épisodes)
- Laura Vandervoort (VF : Barbara Beretta) : Kara Kent[1] (12 épisodes)
- John Glover (VF : Pierre Dourlens) : Lionel Luthor (12 épisodes)

### Acteurs récurrents
- Sam Jones III (VF : Alexis Tomassian) : Pete Ross (1 épisode)
- Michael Cassidy (VF : Mathias Kozlowski) : Grant Gabriel (7 épisodes)
- Anna Galvin (VF : Hélène Bizot) : Gina (7 épisodes)
- Terence Stamp (VF : Michel Ruhl) : Voix de Jor-El (4 épisodes)
- Helen Slater (VF : Clara Borras) : Lara-El (2 épisodes)
- Phil Morris (VF : Lionel Henry (acteur)) : John Jones (J'onn J'onzz) / Martian Manhunter (2 épisodes)
- James Marsters (VF : Serge Faliu) : Milton Fine / Brainiac (4 épisodes)
- Ari Cohen (VF : Arnaud Arbessier) : Regan Matthews (3 épisodes)
- Dean Cain (VF : Emmanuel Curtil) : Curtis Knox[2] (1 épisode)
- Alaina Huffman (VF : Laura Préjean) : Dinah Lance / Black Canary (1 épisode)
- Justin Hartley (VF : Martial Leminoux) : Oliver Queen / l'Archer Vert (1 épisode)
- Camille Mitchell (en) (VF : Jocelyne Darche) : Nancy Adams (1 épisode)
- Jill Teed (VF : Josiane Pinson) : Capitaine Maggie Sawyer (1 épisode)
- Connor Stanhope : Lex Luthor enfant

## Épisodes

### Épisode 1:L'Épreuve
- États-Unis /  Canada : 27 septembre 2007 sur The CW[3] / A-Channel[4]
- France : 30 août 2008 sur M6
- Québec : 5 janvier 2009 sur VRAK.TV
- Belgique : 21 août 2010 sur La Deux

Phil Morris (John Jones/Martian Manhunter)
- Clark découvre le point faible de Bizarro : les rayons du soleil jaune. Il parvient à le vaincre et permet ainsi à John Jones de l'enfermer.
- Bizarro dit à Clark qu'il connaît toutes ses pensées, même les plus impures, et lorsqu'il voit Loïs, il la drague : On comprend alors que Clark est attiré par Loïs.
- On découvre à la fin de l'épisode que Lana est vivante...
- Jimmy n'apparaît pas dans cet épisode.
- Première apparition de Laura Vandervoort (Kara).

### Épisode 2:Première rencontre
- États-Unis : 4 octobre 2007
- France : 30 août 2008 sur M6
- Québec : 12 janvier 2009 sur VRAK.TV
- Belgique : 28 août 2010 sur La Deux

- Michael Cassidy (VF : Mathias Kozlowski) (Grant Gabriel)
- Kim Coates (VF : Gabriel Le Doze) (Agent spécial Carter)
- Terence Stamp (VF : Michel Ruhl) (voix de Jor-El)

- Jimmy et Lionel n'apparaissent pas dans cet épisode.

### Épisode 3:La Princesse de glace
- États-Unis : 11 octobre 2007
- France : 6 septembre 2008 sur M6
- Québec : 19 janvier 2009 sur VRAK.TV
- Belgique : 4 septembre 2010 sur La Deux

- Michael Cassidy (Grant Gabriel)
- Eva Marcille (Tyler)
- Kim Coates (Agent spécial Carter)
- Christine Chatelain (Tempest)

- En VO, les seules occupations que Kara dit avoir à la ferme , Project Runway et Beauty and the Geek, deux célèbres émissions de télé-réalité américaines.
- Toujours en VO, Tyler et Tempest surnomment Kara « Little Miss Sunshine » en référence au film homonyme.
- Clark et Kara ont tous les deux rencontré Lex Luthor de la même façon, en le sauvant de la noyade en arrachant le toit de sa voiture.
- Loïs et Lionel n'apparaissent pas dans cet épisode.

### Épisode 4:Este perpetua
- États-Unis : 18 octobre 2007
- France : 6 septembre 2008 sur M6
- Québec : 26 janvier 2009 sur VRAK.TV
- Belgique : 4 septembre 2010 sur La Deux

- Jovanna Huguet (VF : Sarah Marot) (Sasha Woodman)
- Dean Cain (VF : Emmanuel Curtil) (Curtis Knox)
- Phil Morris (John Jones/Martian Manhunter)

Chloé apprend au Talon que son ennemie Sacha alias "Essaim d'abeilles" qui a essayé de la tuer il y a quelques années, a été opérée et a perdu ses pouvoirs. En contrepartie, ses souvenirs des 6 dernières années ont été perdus. Le docteur qui l'a opérée, Curtis Knox, la kidnappe. De leur côté, Lana et Clark vivent le parfait amour mais l'arrivée de John Jones, le fidèle allié de Clark, perturbe Clark car sa cousine et lui semblent se connaître. Son allié lui conseille de se méfier de Kara car son père a essayé de tuer Jor-El par le passé.
- Après avoir invité Christopher Reeve dans les saisons 2 et 3, principal interprète de Superman au cinéma, la série accueille dans cet épisode Dean Cain, interprète de Superman à la télévision dans la série télévisée Loïs et Clark : Les Nouvelles Aventures de Superman (1993-1997). On notera que les initiales de Curtis Knox sont C.K. les mêmes que Clark Kent.
- Le Dr Curtis Knox est aussi connu sous le nom de Vandal Savage, un super-vilain de l'univers DC Comics.
- Le personnage de Sasha Woodman est interprété par Jovanna Huguet alors que dans l'épisode 18 de la saison 1 le rôle est interprété par Shonda Farr.
- Kara évoque sa rencontre avec Loïs, que nous n'avons pas vue dans le précédent épisode, apparemment supprimé par la grève des scénaristes.
- Este perpetua est une formule latine qui signifie « puisses-tu vivre éternellement », elle est inscrite sur la montre à gousset de Knox et s'adresse à sa femme. En effet, Knox étant immortel, il est voué à voir naître et mourir autour de lui les gens qu'il aime.
- Sur les photos que Chloé et Jimmy regardent à la fin de l'épisode, celui-ci est habillé d'une veste et d'un nœud papillon. Ces vêtements sont caractéristiques de son homologue des comics.
- Loïs et Lionel n'apparaissent pas dans cet épisode.

### Épisode 5:Warrior angel
- États-Unis : 25 octobre 2007
- France : 13 septembre 2008 sur M6
- Québec : 9 février 2009 sur VRAK.TV
- Belgique : 11 septembre 2010 sur La Deux

- Christina Milian (VF : Karine Foviau) (Rachel Davenport)
- Michael Cassidy (Grant Gabriel)

- Warrior Angel est un comic fictif auquel il est souvent fait référence dans la série.
- Lex et le fan qui harcèle Rachel partagent une idée qui est souvent reprise à propos de la vie des super-héros : les proches de ces derniers ont souvent un destin tragique, mais cela permet au héros de prendre conscience de sa destinée et ainsi de s'impliquer pleinement dans la protection du monde.
- Afin de le remercier de lui avoir sauvé la vie, Rachel offre à Clark une cape rouge, élément emblématique du déguisement de Superman. Cependant, il la laisse sur une barrière s'éloignant au loin, signe qu'il n'est pas encore prêt pour endosser son rôle de Superman, ou qu'il refuse encore.
- La petite amie sacrifiée dans les comics, mais sauvée au cinéma, est une référence à Spider-Man et à son adaptation filmée... La cape laissée pendante sur la droite du cadre pendant que le héros s'éloigne de dos est une référence à une case de The Amazing Spider-Man #50 - qui a été aussi reprise telle qu'elle dans Spider-Man 2, lequel fut scénarisé par Al Gough et Miles Millar, les co-créateurs de Smallville.
- Dans son appartement, le fan harceleur possède plusieurs figurines de personnages DC Comics tels que Hawkman, Hourman, Docteur Mid-Nite, Starman, Mister Freeze, Parallax ou encore Black Canary.
- Kara et Jimmy n'apparaissent pas dans cet épisode.

### Épisode 6:Le Cristal
- États-Unis : 1er novembre 2007
- France : 13 septembre 2008 sur M6
- Québec : 2 février 2009 sur VRAK.TV
- Belgique : 18 septembre 2010 sur La Deux

- Helen Slater (Lara Lor-Van)
- Christopher Heyerdahl (Zor-El)
- Kim Coates (Agent spécial Carter)

- La production invite de nouveau une personne connue pour son rôle dans une autre adaptation de l'univers de Superman : Helen Slater qui interprète Supergirl en 1984 dans le film du même nom.
- Clark voit sa mère pour la seconde fois, encore grâce à Veritas.
- On peut voir, au début de l'épisode, Lionel portant un gant en cuir noir à la main droite, tout comme Zod dans l'épisode 22 dans la saison 5.
- Loïs n'apparaît pas dans cet épisode.

### Épisode 7:La Ruse d'Isis
- États-Unis : 8 novembre 2007
- France : 20 septembre 2008 sur M6
- Québec : 16 février 2009 sur VRAK.TV
- Belgique : 25 septembre 2010 sur La Deux

Michael Cassidy (Grant Gabriel)
- En VO, lorsque Loïs voit la tenue de Lana, elle la compare à Joan Jett une chanteuse punk rock américaine. En VF, elle demande simplement pourquoi personne ne lui a dit qu'il y avait une audition pour un concert de rock.
- Également en VO, Grant Gabriel demande à Loïs si sa robe de chambre est une création de Dolce ou de Vera Wang; qui sont respectivement une célèbre société de vêtements de luxe et une styliste renommée.
- À environ 28 minutes, une erreur est commise : le blouson en cuir de Lana disparaît mystérieusement.
- La transmission des pouvoirs de Clark à un être humain par une forte décharge électrique en présence de kryptonite avait déjà au lieu (voir épisodes 1-12 et 3-09), mais pour la première fois le donneur n'est pas privé de ces capacités. Clark semble attribuer ce nouvel effet à une interruption prématurée du phénomène de transfert.
- Jimmy et Kara n'apparaissent pas dans cet épisode.

### Épisode 8:L'Anneau de la victoire
- États-Unis : 15 novembre 2007
- France : 20 septembre 2008 sur M6
- Québec : 23 février 2009 sur VRAK.TV
- Belgique : 2 octobre 2010 sur La Deux

- Helen Slater (Lara-El)
- Christopher Heyerdahl (VF : Eric Legrand) (Zor-El)
- Michael Cassidy (Grant Gabriel/Julian Luthor)

- On apprend que Grant Gabriel est en réalité Julian Luthor, le petit frère de Lex, supposé être mort.
- L'anneau a été donné à Jor-El lorsque ses travaux et l'aide qu'il a apportée à Krypton lui ont permis de siéger au Conseil des dirigeants de Krypton.
- Kara perd la mémoire et se retrouve dans un endroit inconnu...
- Jimmy n'apparaît pas dans cet épisode.

### Épisode 9:Gemini
- États-Unis : 13 décembre 2007
- France : 27 septembre 2008 sur M6
- Québec : 2 mars 2009 sur VRAK.TV
- Belgique : 9 octobre 2010 sur La Deux

- Michael Cassidy (Grant Gabriel/Julian Luthor)
- Tim Guinee (Adrian)

- Lionel et Kara n'apparaissent pas dans cet épisode.

### Épisode 10:Le contrat rempli
- États-Unis : 31 janvier 2008
- France : 27 septembre 2008 sur M6
- Québec : 9 mars 2009 sur VRAK.TV
- Belgique : 16 octobre 2010 sur La Deux

- James Marsters (Brainiac)
- Michael Cassidy (Grant Gabriel/Julian Luthor)
- Terence Stamp (Jor-El)
- Marc McClure (Dax-Ur)

- Bizarro est définitivement détruit, tandis que Julian Luthor est tué par un homme de Lex sous les yeux de Lionel.
- Après avoir invité plusieurs acteurs de l'univers de Superman, la production invite Marc McClure, célèbre pour avoir été Jimmy Olsen dans les films avec Christopher Reeve et dans le film Supergirl. Ici, il incarne le rôle d'un Kryptonien.
- Loïs, Jimmy et Kara n'apparaissent pas dans cet épisode.

### Épisode 11:Le Cri
- États-Unis : 7 février 2008
- France : 4 octobre 2008 sur M6
- Québec : 16 mars 2009 sur VRAK.TV
- Belgique : 23 octobre 2010 sur La Deux

- Justin Hartley (Oliver Queen)
- Alaina Huffman (VF : Laura Préjean) (Dinah Lance)

- Loïs apprend le secret d'Oliver.
- La réplique finale de Dinah est un clin d'œil au fait que dans le comics de la Ligue des Justiciers, Green Arrow et Black Canary font équipe et sont mariés.
- Oliver et Lois se séparent à la suite de la révélation de son secret.
- Kara et Jimmy n'apparaissent pas dans cet épisode.

### Épisode 12:Réminiscences
- États-Unis : 14 février 2008
- France : 4 octobre 2008 sur M6
- Québec : 23 mars 2009 sur VRAK.TV
- Belgique : 13 novembre 2010 sur La Deux

- Corey Sevier (VF : Yoann Sover) (Jacob)
- Alisen Down (Lilian Luthor)
- Connor Stanhope (Alexander / Lex jeune)

- Corey Sevier, qui interprète Jacob dans l'épisode, est le petit ami de Laura Vandervoort (Kara) dans la vie active.
- Jimmy n'apparaît pas dans cet épisode.

### Épisode 13:Volte-face
- États-Unis : 13 mars 2008
- France : 4 octobre 2008 sur M6
- Québec : 30 mars 2009 sur VRAK.TV
- Belgique : 20 novembre 2010 sur La Deux

Sam Jones III (Pete Ross)
- Pete Ross revient exceptionnellement dans cet épisode après avoir été un des personnages principaux dans les saisons 1 à 3. Il s'agit de sa dernière apparition dans la série.
- Le groupe OneRepublic fait une apparition dans l'épisode.
- Loïs n'apparaît pas dans cet épisode.

### Épisode 14:La Prophétie
- États-Unis : 20 mars 2008
- France : 4 octobre 2008 sur M6
- Québec : 6 avril 2009 sur VRAK.TV
- Belgique : 27 novembre 2010 sur La Deux

- Gina Holden (VF : Marie-Eugénie Maréchal) (Patricia Swann)
- Aaron Douglas (VF : Olivier Cordina) (Pierce)

Clark est enlevé alors qu'il se rendait à la forteresse. Chloé et Lana décident de rendre la mémoire à Kara afin de le sauver mais c'est sans compter sur Lex qui la convainc de subir une opération neurochirurgicale... 
- Aaron Douglas est connu des séries puisqu'il a incarné le sous-officier en chef Galen Tyrol dans Battlestar Galactica.
- Loïs n'apparait pas dans cet épisode.

### Épisode 15:Veritas
- États-Unis : 27 mars 2008
- France : 11 octobre 2008 sur M6
- Québec : 13 avril 2009 sur VRAK.TV
- Belgique : 4 décembre 2010 sur La Deux

- James Marsters (Brainiac)
- Connor Stanhope (Alexander / Lex jeune)
- Jonathan Scarfe (VF : Damien Boisseau) (Robert Queen)
- Rick Ravanello (VF : Denis Laustriat) (Edward Teague)

### Épisode 16:Les Clefs du pouvoir
- États-Unis : 17 avril 2008
- France : 11 octobre 2008 sur M6
- Québec : 20 avril 2009 sur VRAK.TV
- Belgique : 11 décembre 2010 sur La Deux

Connor Stanhope (Alexander / Lex jeune)
- Lana et Kara n'apparaissent pas dans cet épisode.
- Lionel meurt officiellement dans cet épisode mais reviendra par la suite par différents moyens.

### Épisode 17:La Colère des dieux
- États-Unis : 24 avril 2008
- France : 11 octobre 2008 sur M6
- Québec : 27 avril 2009 sur VRAK.TV
- Belgique : 18 décembre 2010 sur La Deux

Anne Openshaw (en) (VF : Juliette Degenne) (Vanessa Weaver)
- Faute de traduction : À Zurich, l'employé de banque tente d'assassiner Lex en disant « You aren't one of them », ce qui veut dire Vous n'êtes pas l'un des leurs pour lui faire comprendre qu'il n'appartient pas au groupe Veritas et donc qu'il n'a aucun droit sur l'objet qui est dans le coffre ; cependant dans la version française, l'employé dit Vous êtes l'un des leurs ce qui ne fait aucun sens dans l'histoire.
- Lana, Loïs, Kara et Lionel n'apparaissent pas dans cet épisode.

### Épisode 18:Un Monde sans Clark
- États-Unis : 1er mai 2008
- France : 
  - 16 octobre 2008 sur W9
  - 18 octobre 2008 sur M6
- Québec : 4 mai 2009 sur VRAK.TV
- Belgique : 25 décembre 2010 sur La deux

- James Marsters (Brainiac)
- Brett Dier (Clark Kent)
- Camille Mitchell (Shérif Nancy Adams)

Clark sait maintenant que Brainiac et Kara sont sur Krypton, dans le passé. Brainiac a l'intention de le tuer alors qu'il est enfant pour qu'il ne devienne pas celui qu'il est aujourd'hui. Seulement, persuadé que la Terre se porterait mieux sans lui, Clark hésite à retourner dans le passé pour se sauver lui-même.
- Tom Welling, l'interprète de Clark, réalise là son troisième épisode.
- Cet épisode marque aussi une autre apparition des lunettes que Clark Kent utilise habituellement dans les comics et dans Superman, l'Ange de Metropolis, la série animée de 1996, pour masquer son visage lorsqu'il est en civil.
- Lorsque Clark est dans l'autre monde, on remarque que Loïs tombe sous le charme de Clark et lorsqu'il revient dans son monde, on comprend que Loïs est amoureuse de lui. C'est la première fois que l'un de ces 2 personnages ressent des sentiments l'un pour l'autre.
- Lana et Lionel n'apparaissent pas.

### Épisode 19:L'Arbre de Sainte-Kilda
- États-Unis : 8 mai 2008
- France : 
  - 16 octobre 2008 sur W9
  - 19 octobre 2008 sur M6
- Québec : 11 mai 2009 sur VRAK.TV
- Belgique : 1er janvier 2011 sur La deux

Robert Picardo (VF : Philippe Catoire) (Edward Teague)
- L'église où se cache le dernier membre du clan Veritas se situe à Baie-Saint-Paul, au Québec.
- Lana, Loïs, Lionel et Kara n'apparaissent pas dans cet épisode.

### Épisode 20:Par-delà le bien et le mal
- États-Unis : 15 mai 2008
- France : 
  - 16 octobre 2008 sur W9
  - 19 octobre 2008 sur M6
- Québec : 18 mai 2009 sur VRAK.TV
- Belgique : 8 janvier 2011 sur La deux

- James Marsters (Brainiac)
- Robert Picardo (Edward Teague)

Kara tue trois hommes en cherchant à protéger Clark. Celui-ci essaie alors de lui faire entendre raison et Chloé découvre qu'il s'agit en réalité de Brainiac, qui a pris la place de Kara pour rentrer avec Clark de Kandor, alors que cette dernière est en fait prisonnière de la Zone Fantôme. Brainiac s'en prend à Chloé et la laisse dans le même état que Lana. Clark le détruit ensuite, ce qui permet à Chloé et Lana de sortir du coma; cependant Lana a pris la décision de quitter Smallville, considérant qu'il serait égoïste pour elle de vivre avec Clark alors que son aide est requise dans le monde entier.
De son côté, Lex demande à Jimmy une contrepartie pour avoir couvert Chloé face à la NSA : il doit donner à Loïs de fausses informations sur ses expéditions dans le pôle Nord s'il ne veut pas que Chloé finisse en prison. Jimmy accepte avec réticence mais Lex exige ensuite qu'il lui rapporte chaque fait et geste de Loïs; comme Jimmy ne peut s'y résoudre, il dénonce Chloé à la NSA, qui vient l'arrêter au Talon, alors que Jimmy venait de lui faire sa demande en mariage.
- En raison de la grève des scénaristes, la saison 7 compte seulement vingt épisodes; il s'agit donc du dernier de la saison.
- Après 7 saisons , Michael Rosenbaum et Kristin Kreuk font leur dernière apparition en tant que personnages principaux.
- L'interprète de Lionel Luthor, John Glover, quitte également la distribution principale de Smallville puisque Lionel est décédé au cours de l'épisode 16. Néanmoins, il réapparaîtra pour 4 épisodes de la saison 10.
- Cet épisode marque aussi la dernière apparition de Laura Vandervoort en tant que personnage principal. À l'instar de John Glover, elle réapparaîtra en tant qu'actrice invitée, dans un épisode de la saison 8 et 2 épisodes de la saison 10.
- Les producteurs exécutifs Alfred Gough et Miles Millar quittent également le show à cause de l'échec rencontré par l'épisode pilote de la série Aquaman. Ils sont remplacés par Brian Peterson et Kelly Souders, qui étaient déjà producteurs de Smallville.